# 原田花埜
原田 花埜（はらだ はなの、2010年4月4日 - ）は、日本の女優、モデル。広島県出身、神奈川県在住。スターダストプロモーション所属。

## 略歴
小学生まで広島で暮らし、中学に上がるタイミングで神奈川に転居した。引っ越し後に街でスカウトされて芸能界に少しずつ興味を持つようになり、『やってみようかな』と思って生まれて初めて応募したのが「第3回スター☆オーディション」だった。
2023年10月7日、「第3回スター☆オーディション」最終選考会にて応募総数16,397人の男女の中から女性部門のグランプリを受賞。のちに事務所の先輩となる北川景子からトロフィーを受け取り、受賞後のインタビューでは「グランプリを獲れるとは思っておらず自信があまりなかったが、素敵な賞をいただけてすごく嬉しい」とコメントした。
2024年、フジテレビ系木曜劇場『わたしの宝物』で、主演の松本若菜が演じる主人公の中学時代を演じ、俳優デビューを果たす。
同年、応募総数 2,816人の中から「ミスセブンティーン2024」のファイナリスト10人に選出されたが惜しくも受賞はならなかった。それでも専属モデルになるという目標を持ち続け、翌年 応募総数 2,783人の中から「ミスセブンティーン2025」のファイナリスト10人に再度選出された。

## 人物
- 趣味はピアノ、陸上（短距離）、メイク、ショッピング[9]。ピアノについて「練習の時はすごく不安に思うが 意外と本番は落ち着いてできるタイプで、発表会も間違えないで弾けた」とコメントしている[2][3]。
- 特技は軟体パフォーマンスと、トマトをたくさん食べられること[9]。

## 出演

### テレビドラマ
- 『わたしの宝物』（2024年10月17日-、フジテレビ） - 中学時代の夏野美羽 役[5]
- 『しあわせな結婚』（2025年7月17日-、テレビ朝日） - 与田星羅 役[10][11]

### 配信ドラマ
- 『ぼくの宝物』（2024年12月19日-、FOD） - 主演 夏野美羽 役[12]

### テレビ番組
- 『シャカレキ！〜社会歴史研究部〜』（2025年5月17日-、日本テレビ） - 準レギュラー 木皿くれは 役[13][14]

### 映画
- 『STARDUST ZERO vol.1』（2025年5月30日-6月5日）- 「ひらひら揺れる」 女子中学生 役[15][16]

### 広告
- 三菱地所「泉パークタウンまちびらき50周年」（2024年3月27日-）[17]
- 学校法人紅陵学院「拓殖大学紅陵高等学校」パンフレット（2024年6月-）[18]
- 不二家「モーニングマアム」
  - 「グッドモーニングマアム」篇 30秒（2024年7月）（2024年7月2日-）[19][20]
  - 「グッドモーニングマアム」篇 30秒（2025年3月）（2025年3月18日-）[21]
  - 「グッドモーニングマアム」篇 30秒（2025年7月）（2025年7月1日-）[22]
- 早稲田塾 第14代目イメージガール（2024年10月1日-）[23]
- EASTBOY 2025春夏イメージモデル（2024年12月1日-）[24][25]

### イベント
- 写真展「キスしていいですか。」EXHIBITION 2025 Season１（2025年7⽉11⽇〜14⽇、撮影：アライテツヤ、展示キャスト：⽝塚⼼、小森香乃、崎浜梨瑚、末永澪璃、⻄⼭蓮都、早瀬憩、原⽥花埜、萌亜）[26]

### WEBメディア
- MANTANWEB インタビュー（2025年1月4日、MANTANWEB）[7]
- ENCOUNT インタビュー（2025年1月8日、ENCOUNT）[2]
- Deview インタビュー（2025年1月8日、Deview）[3]
- Daily logirl #190（2025年3月10日、テレビ朝日）[27]